# Kittanakere, Arsikere
Kittanakere là một làng thuộc tehsil Arsikere, huyện Hassan, bang Karnataka, Ấn Độ.